# Caro Lenssen
Caro Lenssen (ur. 28 października 1983 w Amsterdamie) – holenderska aktorka.

## Filmografia
- Krwiożerczy święty (2010) jako Lisa
- Johan(inne języki) (2005) jako Evy
- Madea(inne języki) (2005) jako Rosita
- 06/05 (2004) jako Marije
- Stille Nacht(inne języki) (2004) jako Laura Fisher
- Cloaca(inne języki) (2003) jako Laura
- Necrocam (2001) jako Go